# Kościół Marie Médiatrice de Toutes les Grâces w Paryżu
Kościół Marie Médiatrice de Toutes les Grâces (Maryi Wypraszającej Wszelkie Łaski) – katolicki kościół w 19. okręgu paryskim, o statusie bazyliki, administrowany obecnie przez wspólnotę portugalską. 

## Historia
Kościół został wzniesiony w 1954 r. według projektu Henriego Vidala. Budowa świątyni kosztowała 120 mln franków. Przy budowie obiektu pierwotny projekt był wielokrotnie modyfikowany - trudny w budowie grunt zmusił m.in. do rezygnacji z bardziej monumentalnej bryły głównej i budowy wieży jako komponentu fasady oraz do zmiany materiałów budowlanych. Fundatorem obiektu był kardynał Emmanuel-Celestin Suhard, dla którego świątynia stanowiła wotum za szczęśliwe zakończenie niemieckiej okupacji Francji w czasie II wojny światowej. Co roku, w rocznicę wyzwolenia kraju, w kościele odbywają się nabożeństwa w tej intencji. 

## Architektura
Kościół składa się z bryły głównej, wolnostojącej dzwonnicy oraz dobudowanej kaplicy. Wejście do obiektu wiedzie poprzez pozbawione obramowania wejście główne, po obu stronach którego i ponad którym umieszczony jest rząd kwadratowych okien. Poza tym fasada kościelna pozbawiona jest otworów. Fasada jest asymetryczna - posiada tylko jedną ażurową wieżyczkę. Dzwonnica jest zwieńczonym krzyżem wielobokiem.  
Wnętrze obiektu jest surowe. W niewyodrębnionym prezbiterium nie ma ołtarza głównego, który zastępuje prosty krucyfiks. Okna kościoła mają kształty prostokątne, o różnej szerokości, i są wypełnione witrażami. Wnętrze jest ciemne, rozświetlone jedynie światłem pionowych pęków okrągłych żarówek. Współczesne są figury w bocznych nawach kościoła. Na sklepieniu znajduje się plafon z napisem PAX. 
Wymiary obiektu: 14 metrów wysokości w nawie, 20 metrów szerokości oraz 34 długości.